# Црква Светог арханђела Миахила у селу Балинац
Црква Светог арханђела Миахила у селу Балинац подигнута је 1892.
године залагањем мештана села Балинца, а трошком јереја Игњата Поповића родом из Балинца, уз благослов епископа тимочког Мелентија, а за време владе краља Александра Обреновића. Освећена је маја 1896. године о чему сведочи запис на крсту од камена који се налази североисточно од олтарске преграде.
Овај објекат сакралне архитектуре чине важан део културне баштине као носилац духовности, културе и националног идентитета, на територији општине Књажевац, у склопу Тимочке и Нишке епархије, са још  двадесет и седам цркава подигнутих од 1835. до данас, према подацима из документације Одељења за историју уметности Завичајног музеја Књажевац.

## Положај
Црква Светог арханђела Миахила се налази у селу Балинац, смештеном уз извор Балиначке реке, док делове насеља пресецају многобројни потоци. Црква је подигнута на уздигнутом платоу на десној обали Балиначке реке. У односу на ниже постављену зграду некадашње школе и месне канцеларије црква има доминантну позицију, али је у односу на прилаз са главног друма који води кроз село на реалтивно неприступачном и скривеном месту.
Удаљена је око 17 километара од Књажевца, одакле се до села стиже магистралним путем Књажевац - Кална - Пирот. У антропогеографском смислу Балинац припада простору Заглавка.

## Стање заштите
Данас је црква скоро потпуно срушена, олтарски простор је урушен, а часна трпеза од камена са базом од опеке и малтера, покривена је шутом и блатом. Бочни зидови цркве као и кров изнад простора наоса цркве срушили су се.
Сматра се да већ од 1980-тих година није у активној употреби.
Поред појединачних настојања житеља села или људи пореклом из овог краја да цркву обнове, поправе и врате јој некадашњу улогу и значај, кров се полако урушио, што је довело до постепеног и на крају потпуног пропадања олтарског и певничког простора.

## Историја
Село је у великој мери настањено досељеницима, нарочито из пиротског краја, Бугарске и околине. Припада групи млађих села Заглавка, а устаљено је мишљење да је настало у другој половини 18. века спајањем држава – појата, односно крупнијих имања.
Становништво овог села бавило се претежно земљорадњом, сточарством и трговином и важило је за веома богато насеље. Данас је оно, као и многа друга старопланинска села, готово опустело.
Урушене и напуштене куће сведоче о животу људи на овим просторима. Од некадашњих 556 становника према попису из 1948. године, последњи попис из 2011. године бележи само 15 становника, док их је према казивањима мештана данас тек неколицина.
Црква Светог арханђела Миахила подигнута је 1892. године трудом села Балинца, и новцем јереја Игњата Поповића родом из Балинца, уз благослов епископа тимочког Мелентија, а за време владе краља Александра Обреновића. Освећена је маја 1896. године о чему сведочи запис на крсту од камена који се налази североисточно од олтарске преграде.
Сматра се да је црква подигнута на месту старијег сакралног објекта у народу познатог као Капела на којем је још 1842. године подигнут заветни крст посвећен Светом арханђелу Михаилу.
У Споменици Тимочке епархије из 1934. године, наведени су свешетеници који су опслуживали у овој парохији, а као парохијски свештеник од 1921. године наведен је Тодор Дурноусов, пореклом Рус. Након њега парохију је опслуживало књажевачко свештенство.
Малобројни старији мештани памте да су као ученици сеоске школе, на црквене празнике и сеоске заветине на дан Светог арханђела Михаила и на Ђурђевдан, предвођени свештеником и учитељем, ишли у опход око цркве (у народу позант под називом литије).
На основу сачуваних подата о дародавцима и приложничких записа који се налазе на појединим предметима и иконама, сматра се да је  овај храм у потпуности подигнут и опремљен захваљујући даровима и прилозима локалног становиштва, какав је случај у селима Бучје (Милошевић Мицић и Васић Петровић, 2012) и Орешац.

## Архитектура цркве
Црква је у архитектонском смислу необично велика и пространа грађевина, обзиром на време, место и технику градње. Подигнута је од трошног материјала у техници бондрука, комбинацијом дрвених конструктивних греда, преплета и блата, а споља и изнутра  окречена у бело.
Основа цркве: дужине 13 и ширине 5,4 метара, у облику је триконхоса са две мање бочне конхе – певнице и пространом апсидом на истоку.
Унутрашњост цркве подељена је олтарском преградом на два неједнака дела, велики простор брода цркве и доста мањи олтарски простор. Широк и простран брод цркве засведен је полуобличастим сводом изведеним паралелно постављеним летвицама.
Апсида и певнице биле су са спољне стране полигоналне, а са унутрашње полукружног облика.
Североисточно испред олтарске преграде налази се заветни крст – запис од локалног камена – пешчара на којем се налази следећи натпис: 
Овај свети храм Архагела Михаила. подгнут 1892. Трудом мештана села Балинца а.трошком. јереа Игњата Поповића Родом ЇЗ села Балинац за владе краља Србије Александра Ї освећен 14. маја 1896. благословом епископа тимочког Мелентиа – овај крст од 1842. г. овде постои обнови га Тома Пер...”.
Крст је обојену светлоплаво, а слова и декоративне бордуре појачане су бронзаном бојом.
Црква је наткривена двосливним кровом и препокривеним црепом, док је под покривен опекама квадратног облика.

У цркву се улазило кроз једноставна двокрилна врата на западној страни, док су на североисточној страни, уз саму певницу постојала мања бочна врата. На бочним зидовима брода, као и на певницама и на олтарској апсиди, постојао је по један прозорски отвор. На западној фасади, изнад једноставног улаза, налази се правоугаона ниша са иконом на лиму. Изнад ње се разазнају фрагменти кружног обојеног поља које може бити протумачено као имитација прозорског отвора – розете. 
Према црвеним и мрким бојеним траговима може се закључити да је црква имала бојене декоративне траке које су пратиле архитектонски склоп и отворе на цркви. Обзиромна време настанка и технику градње може се рећи да је ово била веома пространа црква која је могла да прими велики број верника. У другој половини 20. века црква губи свој некадашњи значај и са годинама бива запуштена.

## Црквена порта
Звонара
Јужно од улаза у цркву у црквеној порти налази се звонара израђена од лаке дрвене конструкције под кровом на четири воде покривеним ћерамидом.
Звоно је поклон Рафајла Првуловића, председника црквене општине и његове жене из 1935. године. Израђено је у звоноливници инж. П. Јовановића у Новом Саду. Због дотрајалости носеће конструкције звоно је пало, да би убрзо након тога било пренето у просторије књажевачке црквене општине ради адекватног чувања и евентуалног постављања на звоник уз неки други сакрални објекат на територији Књажевца.
Гробље
Са северозападне стране, у непосредној близини улаза у цркву налази се неколико свештеничких гробова обраслих у шипражје и растиње, међу којима је и гроб свештеника Игњата Поповића, као и гробови чланова њихових породица.

## Унутрашњост цркве
Олтарска преграда
У јако сведеној унутрашњости цркве централно место  има иконостас, изграђен је почетком 20. века.  На њему је сачувано неколико икона на лиму, приложничких дарова појединаца. Једноставна олтарске преграда је  у два реда, израђена  је од широких, сиво „мраморисаних” дасака,  највероватније наручена и израђена у истој радионици истовремено кад и остатак црквеног мобилијара (налоња, певничких столова и ормана за богослужбене предмете, сасуде и књиге) обзиром да су сви елементи осликани на исти начин који подражава структуру зеленкастог мермера.
У најнижој зони олтара сачувана је икона Светог Николе, урамљена сериграфија, прилог браће Божина и Саве А. Бранковића из 1931. године  и урамљена икона Светог великомученика Георгија на лиму.
На Царским дверима налази се представа Благовести, приложнички дар породице Раке Николића из 1908. године.
Изнад места на којем је требало да стоји престона икона Богородице налази се мала икона Крштења Христовог, а са супротне стране Преображења Господњег, прилози Димитрија Првуловића из 1910. године.
У највишој зони централну позицију заузима икона Свете Тројице изнад које се налази Распеће које окружују представе Богородице и Светог Јована Богослова.
Фрескодекорација
Са сигурношћу се не може тврдити да је унутрашњост цркве у некој ранијој фази  била осликана или на неки примерен начин декорисана, јер данас у унутрашњости цркве нема трагова живописа, осим у олтарском делу где се назире црвенкасто бојени слој.
На северној и јужној страни цркве налазе се допојасне представе - фреско иконе Светог Пантелејмона и Свете Параскеве.
У цркви се, северно од улаза, налазио велики орман у којем је чувана стара црквена периодика са црквеним књигама и другом архивом, али је због урушавања храма  и неадекватних услова чувања та документација пропала. Постојеће, још сачуване иконе  су у јако лошем стању. Нешто покретних икона  (Поклоњење мудраца, Богородица са Христом, Свети архиђакон Стефан, Свети Симеон Немања, Свети Николај, Свети Георгије израђених уљем на лиму) предато је од стране надлежног свештеника на чување и старање Завичајном музеју Књажевац. Реч је о иконама. У цркви није било сасуда ни других богослужбених предмета.
У цркви се налазе сачувани:  фрагмент барјака са представом Светих врача Козме и Дамјана,   један налоњ и два горионика за свеће, оба дар породице Владимира Милошевића, трговца из Књажевца и Ђорђа Тодоровића, шлосера (бравара) из Слика.